# 毛石蒜科
毛石蒜科只有1属1种—毛石蒜（Lanaria lanata或 Lanaria plumosa），生长在南非。
以前的分类法将这种植物分在石蒜科，1998年根据基因亲缘关系分类的APG分类法认为应该单独分为一个科，列在天门冬目中。